# Energía e Industrias Aragonesas
Energía e Industrias Aragonesas, S.A. (EIASA) fue una empresa española con presencia en los sectores químico y energético que operó a lo largo del siglo XX.

## Historia
La empresa fue constituida en 1918. Se estableció en Sabiñánigo (Huesca), donde instaló una planta para la producción de cloratos y produjo electricidad. A partir de 1923 diversificó su producción electrolítica y reaprovechó sus energías sobrantes en la fabricación de ácido sulfúrico. EIASA también llegó a estar entre las primeras empresas españolas que fabricó abonos nitrogenados. En la década de 1920 quedó vinculada al grupo del Banco Urquijo. Para 1990 la empresa constituía la cabecera del grupo Aragonesas, constituido por 32 sociedades filiales y con unos ingresos de 55.686 millones de pesetas. En 2005 el grupo Aragonesas fue adquirido por Ercros, integrándose en su estructura.